# شانکار آباجی بیسی
شانکار آباجی بیسی (به انگلیسی: Shankar Abaji Bhise) (به هندی: शंकर अबाजी भिसे) (به گجراتی: શંકર અબાજી ભિસે) (زاده ۲۹ آوریل ۱۸۶۷ – درگذشته ۷ آوریل ۱۹۳۵) معروف به «ادیسون هند» دانشمند اهل هند بود.
بیسی اختراع‌های گوناگونی داشت و شماری از آنها را ثبت کرد. مهمترین اختراع بیسی، بیسوتایپ (گونه‌ای حروف‌چینی سربی) بود که می‌توانست ۱۲۰۰ نویسه در دقیقه تایپ کند.

## آغاز زندگی
شانکار بیسی در ۲۹ آوریل ۱۸۶۷ در بمبئی در یک خانواده متعلق به فرقه چاندراسنیا کایاستا پرابو زاده شد. پدرش سردار و امین سورات بود. کنجکاویش در شش سالگی سبب شد تا چگونگی کارکرد ساعت نصب شده در یک تندیس که چشمان مجسمه را با حرکت آونگ به‌طور هماهنگ حرکت می‌داد را کشف کند. بیسی، خودآموخته‌ای بود که دانش خود را با خواندن مجله‌های علمی آمریکایی و یادگیری اطلاعات مکانیکی آنها بدست می‌آورد.
او یک باشگاه علمی در بمبئی تأسیس کرد و از اوایل دهه سوم زندگی، طراحی یک رشته از ابزارهای کوچک مکانیکی و دستگاه را شروع کرد که ساخت بطری با درهای غیرقابل دستکاری، دوچرخه برقی، و اندیکاتور ایستگاه راه‌آهن حومه بمبئی، برخی از آنها بودند. از اواخر دهه ۱۸۹۰ (میلادی) بیسی در جامعه هند شناخته شد.

## زندگی در لندن
او تنها با صرف چهار ساعت وقت (از سه تا هفت صبح) برای ساخت یک دستگاه، برنده مسابقه‌ای شد که یک نشریه ویژه مخترعان بریتانیایی برای طراحی دستگاهی برای وزن کردن میوه و سبزی ترتیب داده بود. با رسیدن به این جایگاه، مقام‌های بمبئی، آرزوی بیسی را برای رفتن به لندن برآورده کردند. در هنگام ورود بیسی به لندن، او نامه‌ای از دیشا واچا، دبیر کنگره ملی هند در بمبئی را به دادابای نائوروجی رساند. نائوروجی با دیدن فهرست طولانی جوازهای حقوق انحصاری بین‌المللی بیسی، با تشکیل یک سندیکای بازرگانی موافقت کرد.
بیسی در آغاز در یک کارگاه سرد و نمناک در شمال لندن مشغول کار می‌کرد. او یک تابلوی راهنمای الکترونیک طراحی کرد که در کریستال پالاس، در لندن به نمایش گذاشته شد. بعدها این تابلو در فروشگاه‌های مرکز لندن، ولز و احتمالاً پاریس استفاده شد. بیسی همچنین اختراعات دیگری چون وسایل برقی آشپزخانه، یک تلفن، دستگاهی برای مداوی سردرد، و یک سیفون خودکار توالت بودند. مهمترین اختراع بیسی، بیسوتایپ بود. این دستگاه حروف‌چینی سربی با تایپ ۱۲۰۰ نویسه در دقیقه، انقلابی در صنعت چاپ پدیدآورد. با این دستگاه، تهیه حروف چاپی سربی با قیمت ارزان برای چاپ کتاب و روزنامه در کوتاه‌ترین زمان، ممکن شد. شیوه کار این دستگاه، سریع‌تر و کارآمدتر از روش پیشگامان صنعت چاپ آن هنگام بود.

## ورشکستگی
با گسترش اختراع‌های بیسی، دادابای نائوروجی پیشنهاد یافتن سرمایه‌گذار را داد و بیسی را به دوست خود، هنری هیندمن معرفی کرد. هیندمن به بیسی، قول جمع‌آوری ۱۵۰۰۰ پوند استرلینگ را داد. با این پشتیبانی، بیسی، همه وقت خود را بر روی بهبود بیسوگراف صرف کرد و شرکت لینوتایپ (از بزرگترین شرکت‌های صنعت چاپ) به بیسی، پیشنهاد خرید بیسوتایپ را داد. اما در سال ۱۹۰۷ (میلادی) هایندمن نتوانست سرمایه لازم را فراهم کند؛ بنابراین در دسامبر ۱۹۰۸ هنگامیکه بیسی ورشکسته شده بود به بمبئی بازگشت. او هیچگاه نتوانست در عرضه بیسوتایپ به بازار موفق شود.

## راه‌یابی به آمریکا
در هنگام بازگشت به بمبئی، بیسی با یکی از مسافران آن کشتی گپال گخال از رهبران سرشناس کنگره ملی هند آشنا شد. گُخال که ماشین بیسوتایپ توجهش را جلب کرده بود در بمبئی بیسی را با راتان جی تاتا از گروه تاتا آشنا کرد و در ۱۹۱۰ (میلادی) بیسی توانست با دستور این خانواده که در کارهای صنعتی، چهره‌ای شناخته شده بودند، یک سندیکای بازرگانی بزرگت تأسیس کند تا پول مورد نیاز برای اختراعات خود را تأمین کند. این سندیکا در سال ۱۹۱۷ (میلادی) منحل شد اما باعث شد که بیسی، کار تازه‌ای را در ایالات متحده آمریکا آغاز کند.
بیسی هنگامی که در نیویورک بود محلول ید ویژه‌ای به نام «اتمایداین» را ساخت که او را به ثروت رساند. این محلول به عنوان دارو مصرف می‌شود و توسط ادگار کیسی متخصص هیپنوتیزم و پیروانش مصرف می‌شود.

## اواخر زندگی
بیسی در سال‌های پایانی زندگی خود به مسائل فراطبیعی علاقمند شده بود. یکی از اختراع‌های او در آن دوره، یک «ماشین تحریر روح» بود. این کارها و عدم موفقیت بیسوتایپ باعث شدند که فعالیت‌های کاری «ادیسون هند» با ابهام و شک و تردید پایان یابد و فراموش شود. او امروز نیز چهره‌ای فراموش شده‌است.

## دیدگاه سیاسی
بیسی به خاطر رفت‌وآمد با پشتیبانان مالی خود دیدگاه ضد استعماری داشت. در لندن او در تظاهرات نائوروجی و هایندمن و نشست‌های آنان شرکت می‌کرد و در نیویورک از ایده‌های مهاتما گاندی دفاع می‌کرد و میزبان ناسیونالیست‌های هندی که به آمریکا سفر می‌کردند بود.